# Dyshidrosis lamellosa sicca
Dyshidrosis lamellosa sicca is een schilfering van de handen. Het is te beschouwen als een milde variant van ortho-ergisch eczeem. Er is geen roodheid en geen jeuk. De afschilfering begint met blaasjes. Deze zijn (in tegenstelling tot acrovesiculeus eczeem) niet gevuld met vocht, maar met lucht. Vooral handpalmen en de buigzijde van de vingers zijn aangedaan. 
Dyshidrosis betekent: slecht zweten. Lamellosa: veel velletjes. Sicca: droog. Het is echter niet bekend of de aandoening iets met zweten te maken heeft.
De aandoening kan behandeld worden met neutrale vette zalven, vooral als deze ureum en/of melkzuur bevatten. Maar vaak betreft het een aandoening die vanzelf overgaat.